# Grzegorz Knapski
Grzegorz Knapski (1561 - 10 novembre 1638) est un jésuite, lexicographe et linguiste polonais de la Renaissance.

## Biographie
Né à Grodzisk en Mazovie, en 1561, il se consacre de bonne heure à l’enseignement, professe dans le collège de son ordre la rhétorique, les mathématiques, la théologie, et acquiert la réputation d’un des premiers grammairiens de son pays. Il meurt à Cracovie, le 10 novembre 1638.

## Œuvres
- Thesaurus Polono-Latino Græcus, seu Promptuarium linguæ latinæ et græcæ, Polonorum, Roxolanorum, Sclavorum, Boemorum usui accommodatus, Cracovie, 1620, in-fol. ; revu et augmenté, 1643, in-fol. de plus de 1500 p. ; souvent réimprimé et abrégé sous le titre de Synonyma, seu Dictionarium Polono-Latinum, ibid., 1769, in-8°.
- Thesaurus Latino-Polonicus, Cracovie, 1626, in-4°.
- Adagia Polono-Latino-Græca, ibid., 1632, in-4°. Ce Recueil est précédé d’une assez longue préface, écrite en latin, dans laquelle l’auteur se livre à quelques considérations sur les Proverbes et fait connaître le plan qu’il s’est tracé pour la composition de son ouvrage. Les Proverbes recueillis par Knapski, au nombre de plus de trois mille, sont énoncés en polonais et accompagnés, non d’une traduction littérale qui en eût fait connaître exactement la forme, mais de Proverbes grecs ou latins équivalents, et de nombreuses citations extraites des auteurs anciens et des Saintes Écritures[1].